# Cabdill tacat
El cabdill tacat (Todirostrum maculatum) és un ocell de la família dels tirànids (Tyrannidae).

## Hàbitat i distribució
Habita manglars i bosc de rivera de les terres baixes a l'est de Colòmbia, nord-est de Veneçuela, Trinitat, Guaiana, est del Perú, nord de Bolívia i nord del Brasil amazònic.